# Axvall
Axvall è un'area urbana della Svezia situata nel comune di Skara, contea di Västra Götaland.
La popolazione rilevata nel censimento 2010 era di 1 186 abitanti .